# La casa de la memoria de Izaba
Santxotena es un museo situado en el barrio de Bozate de la localidad de Arizkun, en la comarca navarra del Baztán.
El Museo de Santxotena se divide en dos partes: La primera es un parque al aire libre. Allí se pueden contemplar las obras del artista Xabier Santxotena, hijo de Bozat, en un museo al aire libre. En este ámbito, la mitología vasca cobra un papel protagonista a través de la madera. Santxotena ha tallado varios personajes de la mitología vasca, todos ellos mimetizados con el paisaje y la vegetación circundante en todas las tonalidades de verde.La segunda parte está formada por la Casa Gorrienea, residencia de la familia Santxotena, que alberga el museo etnográfico. Al atravesar la puerta nos sumergiremos en las antiguas costumbres del caserío vasco y en la vida de la misteriosa etnia de los Agotes que habitaron Bozat durante siglos, discriminados.